# Valdemorillo de la Sierra
Valdemorillo de la Sierra ist ein Ort und eine zentralspanische Gemeinde (municipio) mit 56 Einwohnern (Stand: 2024) im Norden der Provinz Cuenca in der Autonomen Region Kastilien-La Mancha. 

## Lage und Klima
Valdemorillo de la Sierra liegt auf der Westseite des Iberischen Gebirges in einer Höhe von ca. 1265 m. Die Provinzhauptstadt Cuenca befindet sich gut 30 Kilometer (Fahrtstrecke) westlich. Das Klima im Winter ist gemäßigt, im Sommer dagegen warm bis heiß. Regen (574 mm/Jahr) fällt das ganze Jahr über.

## Bevölkerungsentwicklung
| Jahr      | 1970 | 1981 | 1991 | 2001 | 2011 | 2021 |
| Einwohner | 221  | 124  | 107  | 86   | 88   | 59   |

## Sehenswürdigkeiten

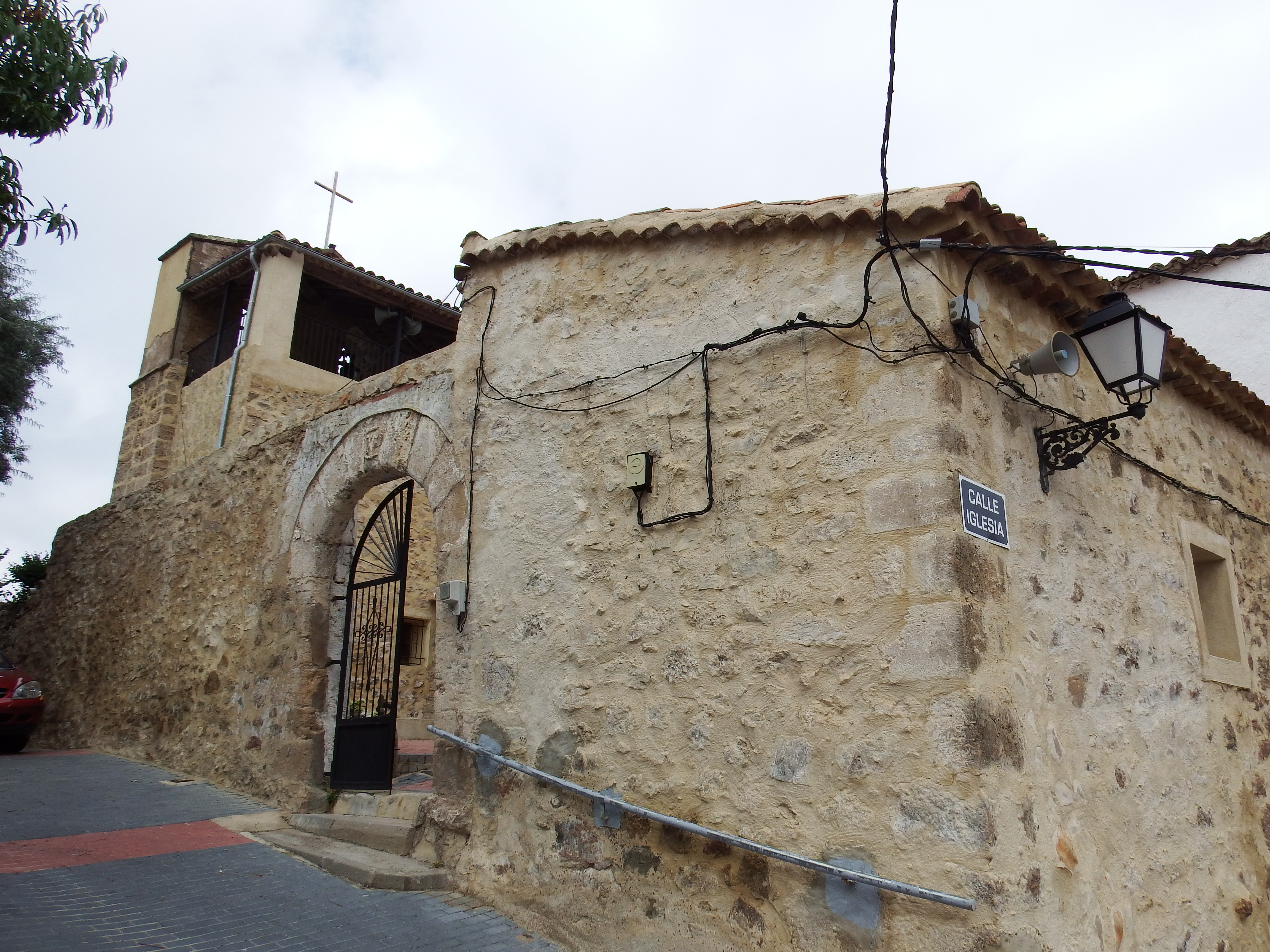
Kirche Mariä Himmelfahrt
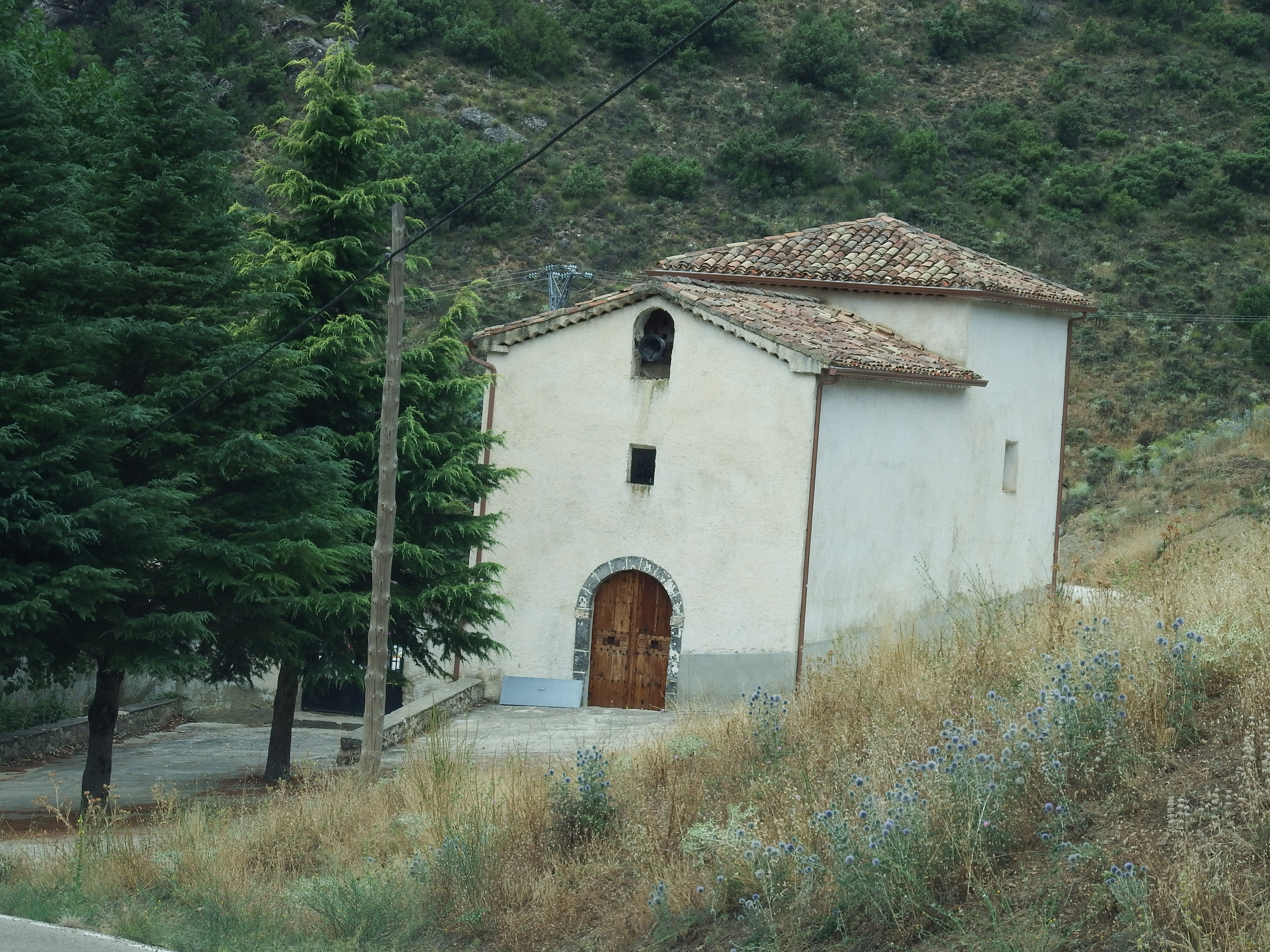
Rochuskapelle
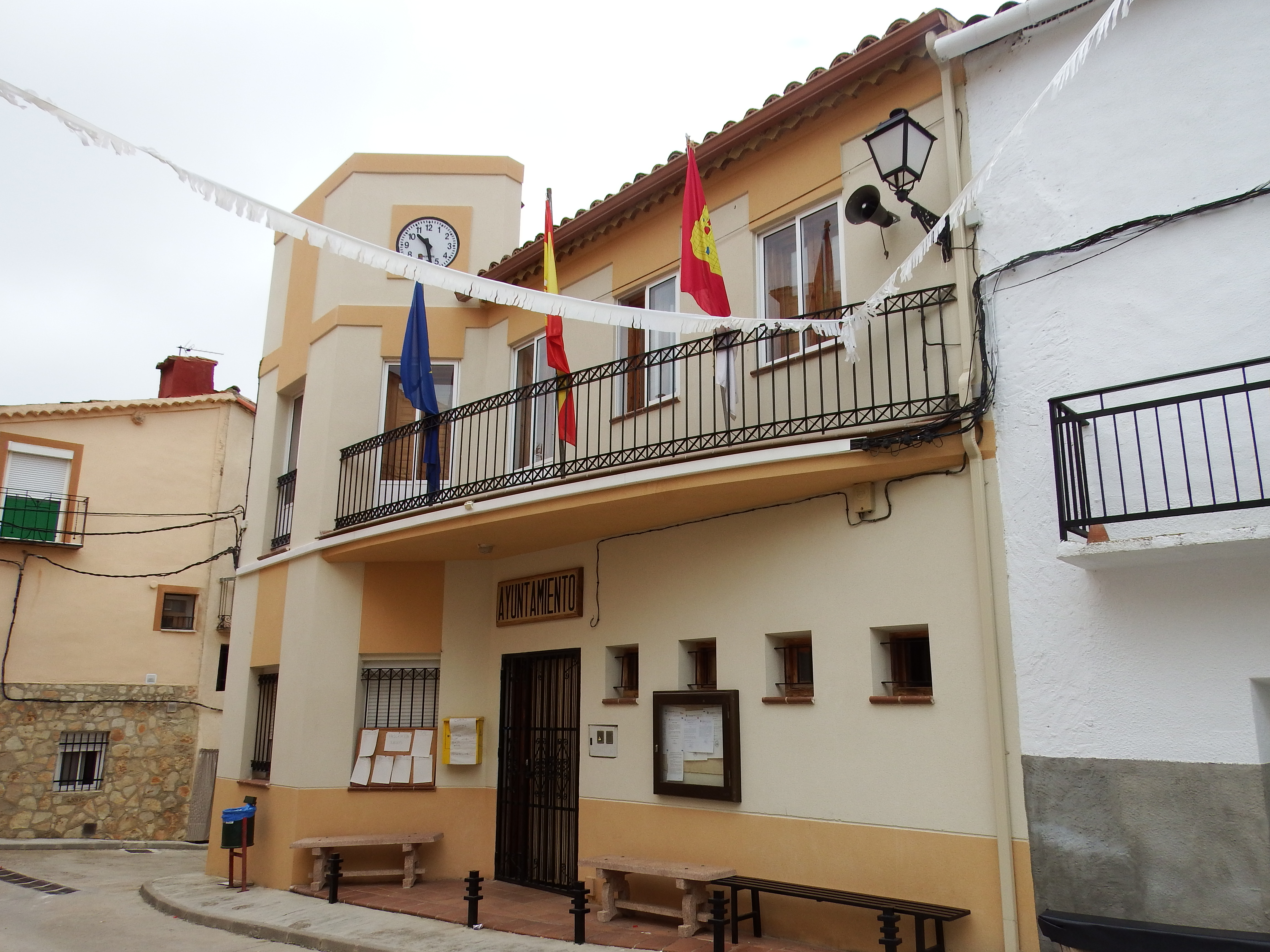
Rathaus

- Kirche Mariä Himmelfahrt
- Rochuskapelle
- Rathaus